# Wefensleben
Wefensleben là một đô thị ở huyện Börde thuộc bang Sachsen-Anhalt, nước Đức. Đô thị Wefensleben có diện tích 12,63 km², dân số thời điểm ngày 31 tháng 12 năm 2006 là 2124 người.